# Příběhy Septimuse Heapa
Příběhy Septimuse Heapa je knižní fantasy série, jejímž autorem je Angie Sageová.
Druhý díl Znamení draka začíná poklidným životem princezny Jenny, nového učedníka MimoŘádné čarodějky Marcie Overstrandové Septimuse Heapa a Silase se Sárou na hradě a ve věži čarodějů. Jo-Jo, Sam, Edík a Erik, zůstaly v lesích u Galeny, kde se rodina schovávala v minulém díle a začali žít pravým lesním životem. Cvoček si našel práci u Janice, které i s Rupertem Koumesem pomáhá opravovat lodě. A co Simon? Nemohl překousnout, že po nalezení ztraceného syna Septimuse, přišel o své vytoužené místo, jako učedník MimoŘádné čarodějky. Také proto unese Jennu až do Zlokraje, kde ji vězní. Jenně se ale podaří uniknout a dorazit až zpět k tetě Zeldě. Ale Simonovi se podařilo oživit DomDaniela a sice jenom jako neškodnou kostru. U tety Zeldy se mezitím vyklube ze Septimusova valounku od Jenny drak, kterému dají jméno Ohnivák. Marciu pronásleduje divný stín a je čím dál tím silnější proto sestavuje lapač stínů, který jí toho má zbavit. Na poslední chvíli však zjistí, že lapač stínů, vlastně obsahuje celou kostru DomDaniela a kdyby se použil, DomDaniel by opět ožil. Marcia ho však zneškodní a vše dobře dopadne. Na konci Septimus najde dlouho ztraceného létavce, což je kouzlo, které umožňuje létal ve velké výšce i několik hodin. I tento díl dobře dopadne. Navazuje na předchozí díl Magyk. 
Třetí díl "Physikus" má děj nenavazující na předešlé dva díly. Na začátku knížky odpečetí nešika Silas Heap se svým kamarádem Koumesem zapečetěnou místnost na hradě. Ale netuší, co tím způsobili. Vypustili totiž ducha královny Etheldreedy.

## Místa
- Věž čarodějů Přebývá zde MimoŘádný čaroděj a několik řadových čarodějů. Věž čarodějů postavil v dávných dobách Hotep-Ra, první MimoŘádný čaroděj.
- Hvozd je les ve kterém žijí Sam, Jo-Jo, Erik a Edík Heapovic, také zde žijí Wendronské čarodějnice.
- Sivé bažiny jsou místo kde je spousta malých ostrůvků. Žije zde teta Zelda, Bobrspát a Bláznivý Jára. Po staletí tam byla uschována Dračí Loď.
- Manuscriptorium je budova kde pracují písaři.

## Postavy

### Septimus Heap
Je to desetiletý chlapec, který je učněm Marcie Overstandové, tamější MimoŘádné čarodějky.
Když se narodil, byl uspán aby vypadal jako mrtvý, protože se ho chtěl DomDaniel zmocnit. Odvedla ho porodní bába a následně si ho spletli s jejím synem Merrinem Meredithem. Poté se dostal do mladé armády a byl nazýván jako Chlapec číslo 412. Následně na stráži u Věže Čarodějů zamrzl a Jenna Heapová a Marcia Overstandová ho rozmrazily u ohně ve Věži. Následně zažil dobrodružství a nakonec se ukázalo že je to sedmý syn sedmého syna (Silase Heapa).

### Sára Heapová
Je manželkou Silase Heapa, řadového čaroděje, se kterým má celkem sedm synů - Simona, Sama, Erika, Edíka, Jo-Ja, Cvočka a Septimuse a jednu (adoptovanou) dceru - princeznu Jennu, kterou Silas nalezl v lese, kde ji zanechala MimoŘádná čarodějka Marcia Overstadová, jež čerstvě narozenou princezničku zachránila před smrtí.
Žijí v Rumpelicích, později na zámku, sídle jejich dcery Jenny.

### Jenna Heapová
Je dcerou královny Cerys a námořníka Mila Bandy. Když v den jejího narození její matku zabijí (a chystají se zabít i ji), MimoŘádná čarodějka Marcia Overstadová ji zachrání a odnese do lesa, kde ji nalezne Silas Heap, jenž se vrací s bylinkami pro svého čerstvě narozeného syna Septimuse a odnese si ji domu ke svým sedmi synům (Simonem, Samem, Erikem, Edíkem, Jo-Jem, Cvočkem a Septimusem). Dozví se však, že novorozený syn zemřel a jeho místo tedy zaujme Jenna.
Septimus je nakonec objeven, nezemřel, neboť ošetřovatelka jen měla za úkol odnést jej černokněžníku DomDanielovi.
Jenna se v deseti letech od MimoŘádné čarodějky dozví, že je dědičkou trůnu a (jako budoucí královna) se odstěhuje z Rumpelic, kde dosud se svými adoptovanými rodiči Sárou a Silasem žije, na zámek.
Ve čtrnácti letech je uznána jako plnohodnotná královna a získává právo na trůn.

### Marcia Overstandová
Je MimoŘádnou čarodějkou ve Věži Čarodějů. Její předchůdce a učitel Alter Mela ,který zemřel když se snažil zachránit princeznu Jennu před smrtí, jí předal amulet Akhu a s ním i postavení MimoŘádné čarodějky. Marcia se snaží ze všech sil ochraňovat Jennu před černokněžníkem DomDanielem, dozorci a čarodějnicemi. Přijme Septimuse Heapa jako svého učedníka na sedm let a jeden den.